# Piero Chiara
Piero Chiara (Luino, Italia, 23 de marzo de 1913 – Varese, 31 de diciembre de 1986) fue un escritor e intelectual italiano.

## Biografía
Piero Chiara nació en Luino, en el Lago Mayor (norte de Italia). Su padre, Eugenio Chiara, era originario de Resuttano, Sicilia; su madre, Virginia Maffei, lo era a su vez de Comnago, aldea del municipio de Lesa, Piamonte. Buscado por los fascistas durante la Segunda Guerra Mundial, huyó a Suiza en 1944. Volvió a Italia dos años más tarde, a raíz de su actividad como escritor. Su obra más famosa es La stanza del vescovo, de 1976, que se convirtió en una película de Dino Risi poco después.
Estaba casado con Jula Sherb de origen Suizo. Ellos tuvieron un hijo Marco Chiara, que estaba casado y divorciado de Judith Loeb Chiara de la familia Lehman. Murió en Varese, en 1986.
La Desaparición de la Signora Giulia fue el primero de sus libros traducidos al inglés.

## Obras

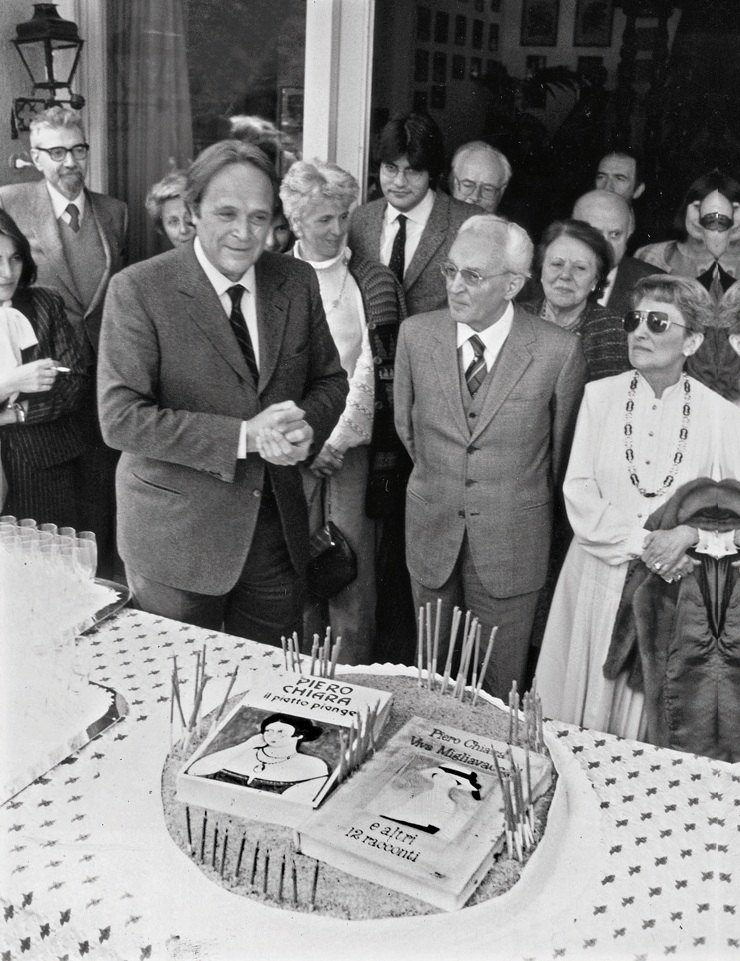
El escritor (en el centro) con dos de sus obras: Il piatto piange y Viva Migliavacca! e altri 12 racconti. Imagen de 1982.

- Incantavi, Poschiavo, Poschiavo, 1945.
- Itinerario svizzero, Lugano, Giornale del Popolo, 1950.
- Quarta generazione. La giovane poesia (1945-1954). Antología a cargo de Luciano Erba, Varese, Magenta, 1954.
- Dolore del tempo, Padova, Rebellato, 1959.
- Il piatto piange, Milano, A. Mondadori, 1962.
- Mi fo coraggio da me, Scheiwiller, 1963.
- La spartizione, Milano, A. Mondadori, 1964 Premio Selezione Campiello.[5]
- Con la faccia per terra, Firenze, Vallecchi, 1965.
- Ti sento, Giuditta, Milano, Scheiwiller, 1965.
- Il povero Turati, Verona, Sommaruga, 1966.
- I ladri, Milano, All'insegna del pesce d'oro, 1967.
- Il balordo, Milano, A. Mondadori, 1967.
- L'uovo al cianuro e altre storie, Milano, A. Mondadori, 1969.
- I giovedì della signora Giulia, Milano, A. Mondadori, 1970.
- Un turco tra noi, Milano, All'insegna del pesce d'oro, 1970.
- Ella, signor giudice..., Milano, Scheiwiller, 1971.
- Il pretore di Cuvio, Milano, A. Mondadori, 1973.
- Sotto la Sua mano; La Banca di Monate; Il giocatore Coduri, Milano, A. Mondadori, 1974.
- La stanza del vescovo, Milano, A. Mondadori, 1976, Premio Napoli.[6]
- Il vero Casanova, Milano, Mursia, 1977.
- Le corna del diavolo e altri racconti, Milano, A. Mondadori, 1977.
- Il cappotto di astrakan, Milano, A. Mondadori, 1978.
- Vita di Gabriele D'Annunzio, Milano, A. Mondadori, 1978.
- La macchina volante, Teramo, Lisciani & Zampetti, 1978.
- I re magi a Astano, Lugano, Mazzuconi, 1978.
- Una spina nel cuore, Milano, A. Mondadori, 1979.
- Ora ti conto un fatto, Milano, A. Mondadori, 1980.
- Le avventure di Pierino al mercato di Luino, Milano, A. Mondadori, 1980.
- Vedrò Singapore?, Milano, A. Mondadori, 1981.
- Helvetia salve!, Bellinzona, Casagrande, 1981.
- I popoli chi nato sia non sanno, Roma, Benincasa, 1981.
- Viva Migliavacca! e altri 12 racconti, Milano, A. Mondadori, 1982.
- Arcipelago Malpaga, Verbania-Intra, Alberti, 1982.
- 40 storie negli elzeviri del Corriere, Milano, A. Mondadori, 1983.
- Il Decameron raccontato in 10 novelle, Milano, A. Mondadori, 1984.
- Il caso Leone. Una storia italiana, Milano, Sperling & Kupfer, 1985. ISBN 88-200-0467-4.
- Una spina nel cuore, Milano, A. Mondadori, 1985.
- Prato nella vita e nell'arte di Gabriele D'Annunzio, Prato, Edizioni del Palazzo, 1985.
- Il capostazione di Casalino e altri 15 racconti, Milano, A. Mondadori, 1986.
- Saluti notturni dal passo della Cisa, Milano, A. Mondadori, 1987. ISBN 88-04-29915-0.
- La povera Iride, Roma, Benincasa, 1987.
- Pierino non farne più!, Milano, A. Mondadori, 1987
- Dialogo di Natale, Roma, Benincasa, 1987.
- Gli anni e i giorni, Pordenone, Studio Tesi, 1988. ISBN 88-7692-161-3.
- Di casa in casa, la vita. 30 racconti, Milano, A. Mondadori, 1988. ISBN 88-04-31211-4.
- Fatti e misfatti, Milano, A. Mondadori, 1988. ISBN 88-04-31754-X.
- Tre racconti, Mondovi, Ij babi cheucc-Boetti, 1989.
- Sale e tabacchi. Appunti di varia umanità e di fortuite amenità scritti nottetempo da Piero Chiara, Milano, A. Mondadori, 1989. ISBN 88-04-32439-2.
- Il meglio dei racconti di Piero Chiara, Milano, A. Mondadori, 1989. ISBN 88-04-32619-0.
- Le avventure di Pierino, Milano, A. Mondadori, 1990. ISBN 88-04-33858-X.
- Storie di Pierino, Milano, Juvenilia, 1994. ISBN 88-7249-164-9.
- Il bombardino del signor Camillo, Milano, A. Mondadori, 1994. ISBN 88-04-38390-9.
- Elogio del vino, Cava dei Tirreni, Avagliano, 1995. ISBN 88-86081-28-6.
- I luoghi, Pordenone, Studio Tesi, 1995. ISBN 88-7692-470-1.
- I promessi sposi di Piero Chiara, Milano, A. Mondadori, 1996. ISBN 88-04-41901-6.
- I Trench, Roma, Benincasa, 1996.
- Tutti i romanzi, a cargo de Mauro Novelli, I Meridiani Mondadori, 2006,
- Racconti, a cargo de Mauro Novelli, I Meridiani Mondadori, 2007.
- Il rispetto della legge, a cargo de Federico Roncoroni, SE.
- Quaderno di un tempo felice, a cargo de Andrea Paganini, Aragno, Torino 2008.
- Il divano occidentale e altri scritti per Cenobio (1959-1966), a cargo de Pietro Montorfani, Lugano, Edizioni Cenobio, 2011.
- Incantavi e altre poesie, a cargo de Andrea Paganini, L'ora d'oro, Poschiavo, 2013.